# Encephaloides
Encephaloides is een geslacht van kreeftachtigen uit de klasse van de Malacostraca (hogere kreeftachtigen).

## Soort
- Encephaloides armstrongi Wood-Mason, in Wood-Mason & Alcock, 1891